# Robert Tampé

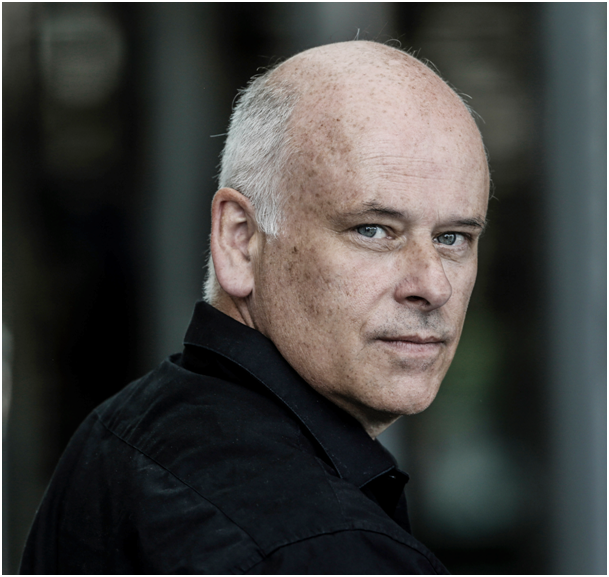
Robert Tampé (2023)

Robert Tampé (* 14. August 1961 in Seligenstadt) ist ein deutscher Biochemiker. Er ist Professor an der Goethe-Universität Frankfurt, Direktor des Instituts für Biochemie und Sprecher des Sonderforschungsbereichs SFB 1507.

## Leben und Wirken
Tampé studierte Chemie an der TU Darmstadt und wurde 1989 in Biochemie mit einem Thema über die Funktion von Membranproteinen mit summa cum laude promoviert. Als Max Kade Fellow arbeitete er von 1990 bis 1991 bei Harden M. McConnell an der Stanford University und leitete anschließend bis 1998 eine unabhängige Forschungsgruppe am Max-Planck-Institut für Biochemie in Martinsried, wo er mit seinen Arbeiten zur Antigen-Prozessierung begann. Gleichzeitig etablierte er eine unabhängige Nachwuchsgruppe im Bereich Membranbiophysik an der TU München und habilitierte sich dort 1996 im Fach Biochemie.
Bis 2001 war Tampé als Professor und Direktor des Instituts für Physiologische Chemie am Klinikum der Philipps-Universität Marburg tätig und übernahm anschließend eine Professur an der Goethe-Universität in Frankfurt, wo er auch Direktor des Instituts für Biochemie ist.
Tampé hat seit 2017 Gastprofessuren der University of Oxford (Department of Biochemistry) und des Merton College in Oxford inne. 2010 erhielt er eine Ehrengastprofessur der Kyoto University in Japan, 2009 eine Gastprofessur an der University of California, San Francisco (UCSF). Von 2005 bis 2019 war er Kurator und Vorsitzender der Auswahlkommission des Einhard-Preises (Europäischer Literaturpreis für Biographie). 2019 lehnte er einen Ruf als Direktor des Institute of Structural and Molecular Biology (ISMB) und Head of Joint Research Departments am University College London und am Birkbeck, University of London ab.
Er ist Mitinitiator und Mitglied zahlreicher von der Deutschen Forschungsgemeinschaft geförderter sowie internationaler Max-Planck-Graduiertenschulen. Er ist Mitglied mehrerer Forschungsbeiräte, internationaler Gremien und Forschungsverbünde sowie der European Molecular Biology Organization (EMBO) und wirkt als Kurator des Paul-Ehrlich-und-Ludwig-Darmstaedter-Nachwuchspreises.

## Forschungsschwerpunkte
Tampés Forschungen konzentrieren sich auf die Struktur und den Mechanismus von Membranproteinen, makromolekularen Komplexe in der Antigen-Prozessierung/Präsentation, ER-Qualitätskontrolle und mRNA-Translation, chemische und synthetische Biologie, sowie Nanobiotechnologie. Tampés Forschungsgruppe ist auf dem Gebiet der zellulären Biochemie tätig und untersucht intrazelluläre Transportsysteme, die für den Aufbau und die Funktion des Immunsystems grundlegend sind.
Er erhielt mehrmals Förderungen der DFG. 2017 wurde er mit einem Advanced Grant des European Research Council, im Jahr 2018 mit einem Reinhart-Koselleck-Projekt der DFG ausgezeichnet. Er war zudem Mitgründer und Direktionsmitglied des Exzellenzclusters Makromolekulare Komplexe sowie Direktor mehrerer Forschungszentren, einschließlich der Sonderforschungsbereiche SFB 628 und SFB 807. Seit 2022 leitet er den Forschungsverbund SFB 1507 über Membran-assoziierte Proteinverbünde, Maschinen und Superkomplexe.

## Veröffentlichungen (Auswahl)
- mit Nina Grossmann, Ahmet S. Vakkasoglu, Sabine Hulpke, Rupert Abele, Rachelle Gaudet: Mechanistic determinants of the directionality and energetics of active export by a heterodimeric ABC transporter. In: Nature Communications, Band 5, Nr. 1, 7. November 2014, ISSN 2041-1723, S. 5419, doi:10.1038/ncomms6419
- mit Jiacheng Lin, Sabine Eggensperger, Susanne Hank, Agnes I. Wycisk, Ralph Wieneke, Peter U. Mayerhofer: A Negative Feedback Modulator of Antigen Processing Evolved from a Frameshift in the Cowpox Virus Genome. In: PLOS Pathogens. 11. Dezember 2014, doi:10.1371/journal.ppat.1004554
- mit Jung Min Kim, Shenping Wu, Thomas M. Tomasiak, Claudia Mergel, Michael B. Winter, Sebastian B. Stiller, Yaneth Robles-Colmanares, Robert M. Stroud,  Charles S. Craik, Yifan Cheng: Subnanometre-resolution electron cryomicroscopy structure of a heterodimeric ABC exporter. In: Nature, Band 517, Nr. 7534, Januar 2015, ISSN 1476-4687, S. 396–400, doi:10.1038/nature13872
- mit Hanna Fischbach, Marius Döring, Daphne Nikles, Elisa Lehnert, Christoph Baldauf, Ulrich Kalinke: Ultrasensitive quantification of TAP-dependent antigen compartmentalization in scarce primary immune cell subsets. In: Nature Communications. Band 6, Nr. 1, 6. Februar 2015, ISSN 2041-1723, S. 6199, doi:10.1038/ncomms7199
- mit Andreas Blees, Dovile Januliene, Tommy Hofmann, Nicole Koller, Carla Schmidt, Simon Trowitzsch, Arne Moeller: Structure of the human MHC-I peptide-loading complex. In: Nature, Band 551, Nr. 7681, November 2017, ISSN 1476-4687, S. 525–528, doi:10.1038/nature24627
- mit Christoph Thomas: Structure of the TAPBPR–MHC I complex defines the mechanism of peptide loading and editing. In: Science. Band 358, Nr. 6366, 24. November 2017, ISSN 0036-8075, S. 1060–1064, doi:10.1126/science.aao6001
- mit André Heuer, Milan Gerovac, Christian Schmidt, Simon Trowitzsch, Anne Preis, Peter Kötter, Otto Berninghausen, Thomas Becker, Roland Beckmann: Structure of the 40S–ABCE1 post-splitting complex in ribosome recycling and translation initiation. In: Nature Structural & Molecular Biology. Band 24, Nr. 5, Mai 2017, ISSN 1545-9985, S. 453–460, doi:10.1038/nsmb.3396
- mit Susanne Hofmann, Dovile Januliene, Ahmad R. Mehdipour, Christoph Thomas, Erich Stefan, Stefan Brüchert, Arne Moeller et al.: Conformation space of a heterodimeric ABC exporter under turnover conditions. In: Nature, Band 571, Nr. 7766, Juli 2019, ISSN 1476-4687, S. 580–583, doi:10.1038/s41586-019-1391-0
- mit Elina Nürenberg-Goloub, Hanna Kratzat, Holger Heinemann, André Heuer, Peter Kötter, Otto Berninghausen, Thomas Becker, Roland Beckmann: Molecular analysis of the ribosome recycling factor ABCE1 bound to the 30S post-splitting complex. In: EMBO Journal. EMBOpress, 17. Februar 2020, doi:10.15252/embj.2019103788
- mit Lina Sagert, Felix Hennig, Christoph Thomas: A loop structure allows TAPBPR to exert its dual function as MHC I chaperone and peptide editor. In: eLife. 13. März 2020, doi:10.7554/eLife.55326
- mit Erich Stefan, Susanne Hofmann: A single power stroke by ATP binding drives substrate translocation in a heterodimeric ABC transporter. In: eLife. 21. April 2020, doi:10.7554/eLife.55943
- mit M. Florencia Sánchez, Sylvia Els-Heindl, Annette G. Beck-Sickinger, Ralph Wieneke: Photoinduced receptor confinement drives ligand-independent GPCR signaling. In: Science, Band 371, Nr. 6536, 26. März 2021, ISSN 0036-8075, S. eabb7657, doi:10.1126/science.abb7657